# Lijst van voetbalinterlands Algerije - Mali (vrouwen)
Deze lijst van voetbalinterlands is een overzicht van alle officiële voetbalinterlands tussen de nationale vrouwenteams van Algerije en Mali. De landen hebben tot nu toe zeven keer tegen elkaar gespeeld. 

## Wedstrijden
| № | Plaats      | Datum             | Competitie                                | Wedstrijd       | Uitslag |
| - | ----------- | ----------------- | ----------------------------------------- | --------------- | ------- |
| 1 | Lagos       | 10 oktober 2003   | Vriendschappelijk                         | Algerije − Mali | 0 − 3   |
| 2 | Bamako      | 11 juli 2004      | Afrikaans kampioenschap 2004 kwalificatie | Mali − Algerije | 2 − 2   |
| 3 | Blida       | 23 juli 2004      | Afrikaans kampioenschap 2004 kwalificatie | Algerije − Mali | 1 − 0   |
| 4 | Germiston   | 22 september 2004 | Afrikaans kampioenschap 2004              | Algerije − Mali | 3 − 0   |
| 5 | Baraki      | 2 februari 2016   | Vriendschappelijk                         | Algerije − Mali | 2 − 2   |
| 6 | Sidi Moussa | 5 februari 2016   | Vriendschappelijk                         | Algerije − Mali | 5 − 0   |
| 7 | Cape Coast  | 23 november 2018  | Afrikaans kampioenschap 2018              | Algerije − Mali | 2 − 3   |

## Samenvatting
| Competitie                           | Totaal gespeeld | Winst Algerije | Gelijk | Winst Mali | Doelsaldo Algerije – Mali |
| ------------------------------------ | --------------- | -------------- | ------ | ---------- | ------------------------- |
| Afrikaans kampioenschap              | 2               | 1              | 0      | 1          | 5 − 3                     |
| Afrikaans kampioenschap kwalificatie | 2               | 1              | 1      | 0          | 3 − 2                     |
| Vriendschappelijk                    | 3               | 1              | 1      | 1          | 7 − 5                     |
| Totaal                               | 7               | 3              | 2      | 2          | 15 − 10                   |